# Sprzężenie (elektrotechnika)

Sprzężenie – w elektronice i telekomunikacji zamierzone, lub też nie, przekazywanie energii z jednego medium transmisyjnego (np. przewód elektryczny, światłowód) do innego, włączając w to także przypadkowy transfer energii.
Sprzężenie to także przekazywanie mocy z jednej części obwodu do drugiej, przy czym nie występuje galwaniczne połączenie tych części.

## Typy sprzężeń
- sprzężenie indukcyjne, zwane sprzężniem magnetycznym
- sprzężenie pojemnościowe, nazywane także sprzężenie elektrostatyczne
- interferencja elektromagnetyczna (EMI), czasami nazywana interferencją fali radiowej. Jest to niepożądane sprzężenie, którego eliminacji wymaga Kompatybilność elektromagnetyczna.